# André Langevin (écrivain)
Pour les articles homonymes, voir Langevin.
André Langevin (11 juillet 1927 à Montréal - 21 février 2009 à Cowansville, Québec) est un écrivain de romans psychologiques avec des personnages pris par des drames personnels.

## Biographie
Il travaille pour des quotidiens entre 1945 et 1948, puis devient rédacteur d'information pour Radio-Canada jusqu'en 1985.
En 1951, il publie son premier roman, Évadé de la nuit. Suivront Poussière sur la ville en 1953 et Le Temps des hommes en 1956. Ses premiers romans sont bien reçus. Leur thématique existentialiste rompt avec le courant du roman du terroir qui a jusque-là dominé la prose de langue française au Canada. Cependant, un long silence suit sa première période de productivité. Il ne revient à la littérature qu'au début des années 1970 avec deux autres romans qui recevront eux aussi une réception critique très favorable : L'Élan d'Amérique en 1972 et Une chaîne dans le parc en 1974. Il n'a rien publié après cette date.
André Langevin a un frère Roland Langevin et deux sœurs Pauline et Lucienne Langevin.
André Langevin perd ses parents en bas âge et séjourne plusieurs années dans un orphelinat. L'expérience l'a fortement marqué : plusieurs de ses personnages sont des orphelins. Plus généralement, ils sont des hommes seuls, qui ne peuvent compter ni sur le secours de la religion, ni sur celui de leurs semblables pour affronter des crises existentielles qui le plus souvent ont une issue tragique. Son style, classique, est composé de phrases courtes et précises. Le récit se concentre toujours sur la psychologie des personnages au détriment du décor ou d'un contexte social plus large.
Le silence de Langevin au cours des trois dernières décennies a contribué à faire tomber dans un oubli relatif une œuvre parmi les plus importantes dans le développement du roman québécois moderne, à côté de celles de ses contemporains Gabrielle Roy et Yves Thériault. Cependant, son roman Poussière sur la ville est toujours considéré comme un des jalons marquants de l'histoire du roman québécois et a été adapté au cinéma avec succès par Arthur Lamothe en 1968. Le roman met en scène le jeune médecin Alain Dubois, nouvellement marié et installé dans la ville minière de Macklin (une représentation fictionnelle de Thetford Mines et ses mines d'amiante), incapable d'établir une relation de confiance avec la population qu'il doit servir comme médecin et sentant sa jeune épouse lui échapper graduellement. Il sera incapable de faire face à ces défis.
En 2013, les Éditions du Boréal amorcent la réédition de trois romans de Langevin en format de poche (Poussière sur la ville, L'Élan d'Amérique et Une chaîne dans le parc), relançant l'intérêt pour l'œuvre d'André Langevin. Cette réédition est complétée en 2015 par Cet étranger parmi nous, des chroniques et essais jusqu'alors inédits en volume.

## Œuvres

### Romans
- Évadé de la nuit (1951)
- Poussière sur la ville (1953)
  - (de) extrait, trad. Beate Thill: Staub über der Stadt, en: Anders schreibendes Amerika. Literatur aus Quebec. dir. Lothar Baier et al, ed. Das Wunderhorn, Heidelberg 2000, pp 91 – 94
- Le Temps des hommes (1956)
- L'Élan d'Amérique (1972)
- Une chaîne dans le parc (1974)

### Théâtre
- L'Œil du peuple, pièce en trois actes (1957)

### Essais et chroniques
- Cet étranger parmi nous (2015)

## Honneurs
- 1951 : Prix du Cercle du livre de France pour Évadé de la nuit
- 1953 : Prix du Cercle du livre de France pour Poussière sur la ville
- 1972 : Grand prix littéraire de la ville de Montréal pour L'Élan d'Amérique
- 1975 : Prix littéraire de La Presse pour Une chaîne dans le parc
- 1998 : Prix Athanase-David
- 2003 : Médaille de l'Assemblée nationale[1]